# ريان هارلان
ريان هارلان (بالإنجليزية: Ryan Harlan)‏ هو منافس ألعاب قوى أمريكي، ولد في 25 أبريل 1981 في واكو في الولايات المتحدة.

## وصلات خارجية
- ريان هارلان على موقع الاتحاد الدولي لألعاب القوى (الإنجليزية)
- ريان هارلان على موقع الاتحاد الأمريكي لسباقات المضمار والميدان (الإنجليزية)
- ريان هارلان على موقع TFRRS.org (الإنجليزية)